# 行政一體
行政一體是五權憲法的原則，指在中華民國憲法53條指明下，「行政院為國家最高行政機關」。這條並沒有詳細說明行政院能掌管多少的行政機關權力界限，但是依字面理解，行政院應對所有行政機關都有某一程度的掌管權力，而是否包括人事任命權就是爭議所在。
中華民國憲法在訂立時是五權憲法，與三權分立有實質不同，但是行政權之界限為何，只要是行政部門所屬政黨與國會大多派政黨不同，在三權分立國家仍有相類似憲法爭議，所以依然有可參考之處。

## 系爭條款
立法院就訂立國家通訊傳播委員會（以下稱通傳會）與三一九槍擊事件真相調查特別委員會（以下簡稱真調會）中，分別加入系爭條款，即是指明組織成員依立法院依政黨議席比例平均分配。在五權憲法下，依大法官會議釋字第 520 號，所有國家機關都必須設置於五院一會一府之下（之後國民大會自我虛級化及廢除），國家通訊傳播委員會無疑是行政機關，而真調會則被爭論是行政附屬機關還是立法附屬機關(在解釋文指用它只能以立法附屬機關下存在)。
國家通訊傳播委員會作為行政機關，若行政院或總統只能作名義上的任命，行政院全無其他權力，如何實踐行政院對此委員會的掌管，如何實踐行政一體，就是爭議所在。

## 司法解釋
按大法官會議釋字第 613 號的解釋文有以下重點（以現代中文書寫）：
- 通傳會乃行政院所屬機關，而憲法修定文要求行政院就所有行政機關向立法院負責
- 通傳會的施政水平，與其成員之任命有莫大關係，故行政需要保留該委員會的人事任命權
- 立法院對行政院可施以制衡，對委員任命條件可施以限制，但不得完全剝奪行政院的實質人事任命權

## 獨立機關的界限
大法官許宗力在意見書中指出，獨立機關的組織形態不可能由憲法定明（否則變成司法院，監察院等是指定獨立於行政院與立法院的機關），而是由立法者因政治需要而訂明。換句話說，獨立機關的「獨立程度」始終由憲法框架所限，若碰到這個底線，即構成行政一體與責任政治的當然違反。另外，獨立機關不可以成為由立法者製造，有行政能力機關，而又只向立法者負責，形成立法權侵犯行政權之實。
行政機關對獨立機關的監察關係，可能包括：
1. 人事監督
2. 事務監督

行政機關是否需要實行以上所有兩項監督，是可爭議的，但需要「某程度的實質監督」，卻是大多數法官的意見。
在其他方面，獨立機關之存在價值，並無重大爭議。

## 相反的專業意見
大法官王和雄與謝在全認為，行政一體原則並非中華民國憲法之原則。他們列舉不少例子，顯示考試院與總統府不在「行政一體」之內，亦顯示地方行政實際上不在「行政一體」之內（註：此例外為憲法中訂明的其它原則）。另外他們亦質疑人事權能否真的保持行政一體，與及，行政一體原則是否與獨立機關本質上對立，亦是疑問。
大法官王和雄與謝亦質疑美國所為總統制國家，與中華民國的制度不同，其巴克利诉法莱奥案的參考價值為何。

## 美國巴克利诉法莱奥案
1976年，美國最高法院在巴克利诉法莱奥案中決定，聯邦選舉委員會的任命安排加入由國會推舉的機制是違憲的，因為系爭條款違反三權分立。當時的選舉委員會設定成員八人，兩人為參議院與眾議院的秘書推舉，並無投票權；兩人由參議院的多數領袖與少數領袖推舉讓總統提名，兩人由眾議院的多數領袖與少數領袖推舉讓總統提名，最後兩人由總統提名，整體人員都需要參眾兩院作通過方作實。
此決定的理由是，提名過程加入由國會推舉的機制，傷害到總統的人事任命權，這是美國憲法第二章第二節第一段所訂立的。

## 相似爭議
- 香港平等機會委員會的任命
- 巴克利诉法莱奥案（英语：Buckley v. Valeo），有關美國聯邦選舉委員會的任命
- 行政主導(香港)

## 外部連結
- 六一三號解釋
- 六一三號解釋其它意見 （页面存档备份，存于）